# 郑章远
郑章远（1928年3月3日—1986年12月14日），新加坡国家发展部部长，从1979年到1986年担任。他是一名建筑师。1979年1月至1984年12月担任芽笼西区议员。

## 教育
他在槟城锺灵国民型华文中学完成中学课程，之后到澳洲的悉尼大学修读建筑学，并在1956年毕业。

## 贪污事件
郑章远在1986年11月被贪污调查局调查，因为他在1981年和1982年各收取50万新加坡元贿款。在调查过程中，郑章远否认这些指控，他在被控上法庭前的12月14日服毒自杀。
在自杀前，他写给当时的总理李光耀一封遗书，内容如下：
|  | 总理： 过去两个星期，我感到非常沮丧。对于发生这次的不幸事件，我应该负全部责任。作为一个堂堂正正的东方绅士，我应该为自己所犯的错误接受最严厉的惩罚。 你的忠实的郑章远。 |

这封遗书现在在贪污调查局一楼大厅的陈列柜展出。